# Blängsmossen
Blängsmossen är ett naturreservat i Falköpings, Skara och Skövde kommuner.

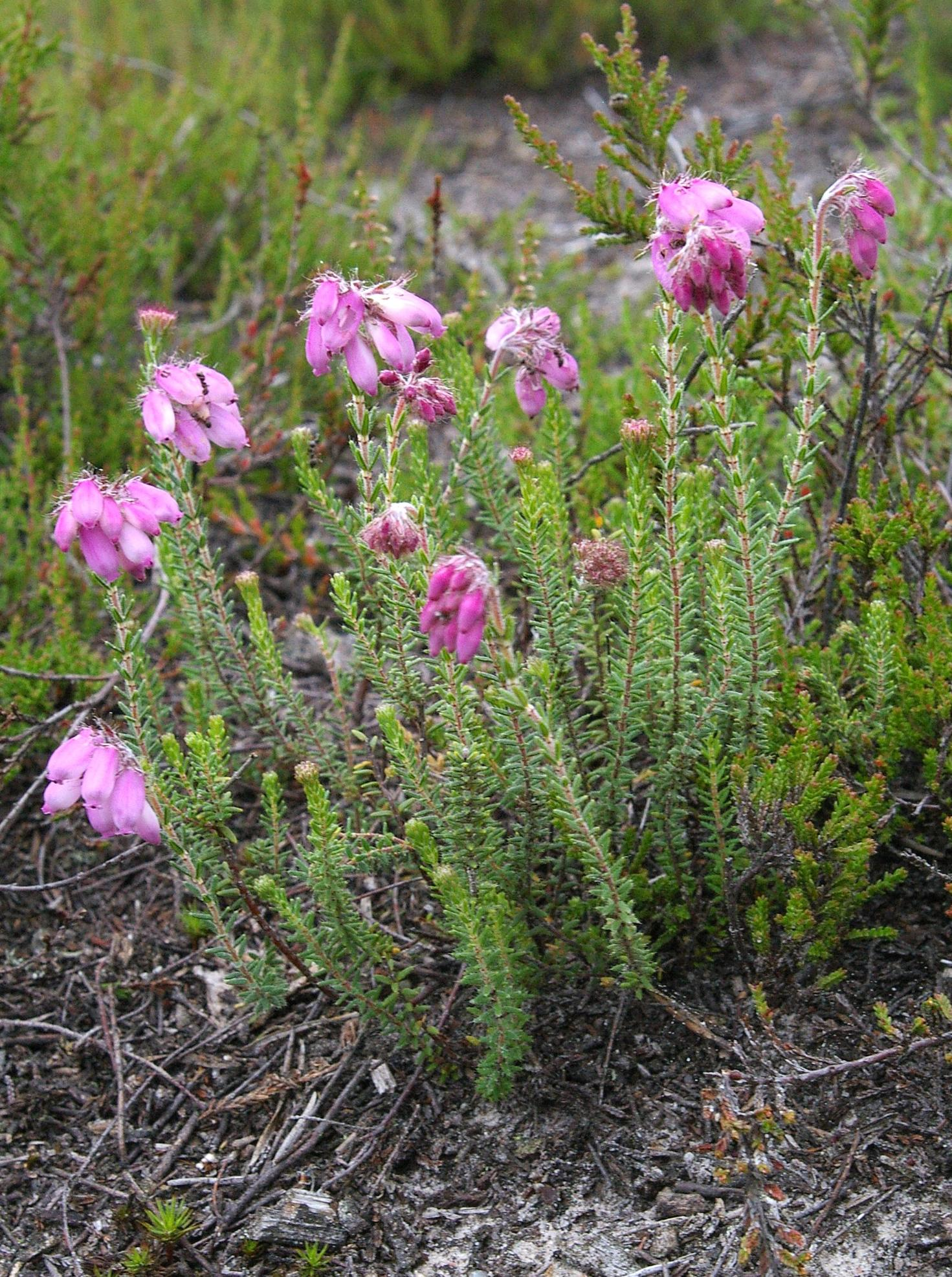
Klockljung

Blängsmossen är en stor högmosse uppe på Billingens högplatå, 300 meter över havet. Ute på mossen finns höljor. Det finns en omgivande tallskog. Skogen i området är gammal och den ska få utvecklas till urskog.
Det finns många olika typer av vitmossor, och tranbär växer det gott om i området. Det kan vara svårt att ta sig fram i mossen, men på vintern är det lättast med skidor. I området växer myggblomster, ängsnycklar, snip, dvärgbjörk, klockljung och den köttätande växten sileshår.
Det finns ett fågeltorn i området där man har utsikt över mossen. Ljungpiparen häckar i området, och andra fågelarter som finns där är den grönbena och orrar.
Området är skyddat sedan 1996 och omfattar 448 hektar.